# Accord européen de Genève sur la signalisation routière
L’accord européen signé à Genève le 1er mai 1971 sur la signalisation routière  fait suite à la convention de Vienne signée en 1968 au niveau international sur le même sujet.
Ainsi, lorsqu'un signal est défini dans la convention, les signataires de cet accord européen s'interdisent d'en créer un autre ayant la même signification. Les signataires peuvent créer un nouveau signal répondant à un besoin particulier de leur pays, sous réserve qu'il ne soit pas déjà prévu dans la convention avec une autre signification.
À son entrée en vigueur, l’accord abroge et remplace les dispositions concernant le protocole relatif à la signalisation routière contenues dans l’Accord européen complétant la Convention sur la circulation routière et le Protocole de 1949 sur la signalisation routière, signé à Genève le 16 septembre 1950, l’Accord relatif à la signalisation des chantiers, signé à Genève le 16 décembre 1955, et l’Accord européen relatif aux marques routières, signé à Genève le 13 décembre 1957. 

## Les pays signataires
En date du 15 juin 2004, les États membres suivants de la Commission économique des Nations unies pour l'Europe avaient adopté l'accord :
| Pays                 | Date de vote     | Vote         | Entrée en vigueur |
| -------------------- | ---------------- | ------------ | ----------------- |
| Allemagne *          | 3 août 1978      | Ratification | 25 avril 1985     |
| Autriche *           | 11 août 1981     | Ratification | 25 avril 1985     |
| Belgique             | 16 novembre 1988 | Ratification | 16 novembre 1989  |
| Biélorussie *        | 25 avril 1984    | Adhésion     | 25 avril 1985     |
| Bosnie-Herzégovine   |                  | Succession   | 6 mars 1992       |
| Bulgarie             | 28 décembre 1978 | Adhésion     | 25 avril 1985     |
| Danemark *           | 3 novembre 1986  | Adhésion     | 3 novembre 1987   |
| Finlande *           | 1er avril 1985   | Adhésion     | 1er avril 1986    |
| France               | 16 janvier 1974  |              | 3 août 1979       |
| Géorgie              | 15 mai 2001      | Adhésion     | 15 mai 2002       |
| Grèce                | 18 décembre 1986 | Adhésion     | 18 décembre 1987  |
| Hongrie *            | 16 mars 1976     | Ratification | 25 avril 1985     |
| Italie               | 7 février 1997   | Adhésion     | 7 février 1998    |
| Lettonie             | 20 novembre 2001 |              | 20 novembre 2002  |
| Lituanie             | 31 janvier 1992  | Adhésion     | 31 janvier 1993   |
| Luxembourg           | 25 novembre 1975 | Ratification | 25 avril 1985     |
| Macédoine            | 20 décembre 1999 | Succession   | 17 novembre 1991  |
| Pologne *            | 23 août 1984     | Adhésion     | 23 août 1985      |
| République tchèque * | 2 juin 1993      | Succession   | 1er janvier 1993  |
| Roumanie             | 9 décembre 1980  |              | 9 décembre 1981   |
| Russie *             | 6 avril 1984     | Adhésion     | 25 avril 1985     |
| Serbie-et-Monténégro | 12 mars 2001     | Succession   | 27 avril 1992     |
| Slovaquie *          | 28 mai 1993      | Succession   | 1er janvier 1993  |
| Suède *              | 25 juillet 1985  | Adhésion     | 25 juillet 1986   |
| Suisse *             | 11 décembre 1991 | Ratification | 11 décembre 1992  |
| Ukraine *            | 9 mai 1984       | Adhésion     | 9 mai 1985        |

Les pays dont le nom est suivi d’une astérisque ont émis certaines réserves.
L’Espagne et le Royaume-Uni n’ont pas signé ce protocole.

## Le protocole additionnel de 1973 concernant les marques routières
Concernant les marques routières, un protocole additionnel a été conclu à Genève le 1er mars 1973.
Les pays membres de la Commission économique des Nations unies pour l'Europe ayant adopté pour tout ou partie ce protocole additionnel étaient le 15 juin 2004 les suivants.
| Pays                 | Date de vote     | Vote | Entrée en vigueur |
| -------------------- | ---------------- | ---- | ----------------- |
| Allemagne*           | 3 août 1978      | R    | 25 avril 1985     |
| Autriche*            | 11 août 1981     | R    | 25 avril 1985     |
| Biélorussie*         | 25 avril 1984    | A    | 25 avril 1985     |
| Belgique             | 16 novembre 1988 | R    | 16 novembre 1989  |
| Bosnie-Herzégovine   | 34346            | S    | 6 mars 1992       |
| Bulgarie             | 28 décembre 1978 | A    | 25 avril 1985     |
| Danemark*            | 3 novembre 1986  | A    | 3 novembre 1987   |
| Finlande*            | 1er avril 1985   | A    | 1er avril 1986    |
| Géorgie              | 15 mai 2001      | A    | 15 mai 2002       |
| Grèce                | 18 décembre 1986 | A    | 18 décembre 1987  |
| Hongrie*             | 16 mars 1976     | R    | 25 avril 1985     |
| Italie               | 7 février 1997   | A    | 7 février 1998    |
| Luxembourg           | 25 novembre 1975 | R    | 25 avril 1985     |
| Macédoine            | 20 décembre 1999 | S    | 17 novembre 1991  |
| Pologne*             | 23 août 1984     | A    | 23 août 1985      |
| République tchèque*  | 2 juin 1993      | S    | 1er janvier 1993  |
| Russie*              | 6 avril 1984     | A    | 25 avril 1985     |
| Serbie-et-Monténégro | 12 mars 2001     | S    | 27 avril 1992     |
| Slovaquie*           | 28 mai 1993      | S    | 1er janvier 1993  |
| Suède*               | 25 juillet 1985  | A    | 25 juillet 1986   |
| Suisse*              | 11 décembre 1991 | R    | 11 décembre 1992  |
| Ukraine*             | 9 mai 1984       | A    | 9 mai 1985        |

 Type de vote : R : Ratification - A : Adhésion - S : Succession. 

Les pays dont le nom est suivi d’une astérisque ont émis certaines réserves.
L’Espagne, la France et le Royaume-Uni n’ont pas signé ce protocole et ont donc leurs propres spécifications, qui ne diffèrent néanmoins que sur certains points.

## Les recommandations du Conseil économique et social des Nations unies de 1997
Constatant que les dispositions de la convention de Vienne de 1968 et de l’accord européen de 1973 laissent subsister de fortes divergences entre pays, le conseil économique et social des Nations unies, commission économique pour l'Europe, émet de nouvelles recommandations sur la signalisation routière européenne en 1997.

## Sources
- (fr) [PDF] Convention de Vienne du 8 novembre 1968
- (fr) [PDF] Accord européen de 1971
- (fr) [PDF] Protocole additionnel de 1973
- (fr) [PDF] Recommandations du Conseil économique et social de 1997